# Distrikt Puno
Der Distrikt Puno liegt in der Provinz Puno in der Region Puno in Süd-Peru. Der Distrikt hat eine Fläche von 460,75 km². Beim Zensus 2017 wurden 135.288 Einwohner gezählt. Im Jahr 1993 lag die Einwohnerzahl bei 100.168, im Jahr 2007 bei 125.663. Verwaltungssitz des Distriktes ist die 3827 m hoch gelegene Provinz- und Regionshauptstadt Puno mit 125.018 Einwohnern (Stand 2017).

## Geographische Lage
Der Distrikt Puno liegt im Altiplano an einer Bucht am Westufer des Titicacasees zentral in der Provinz Puno.
Der Distrikt Puno grenzt im Osten an den Distrikt Chucuito, im Süden an den Distrikt Pichacani, im Südwesten an den Distrikt San Antonio, im Westen an den Distrikt Tiquillaca sowie im Nordwesten an den Distrikt Paucarcolla.

## Ortschaften
Neben der Stadt Puno gibt es noch folgende Ortschaften (Centros Poblados) im Distrikt:
- Alto Puno
- Collacachi
- Ichu
- Jayllihuaya (3619 Einwohner)
- Salcedo
- Uros Chulluni (230 Einwohner)